# Фурч, Хулио
Хулио Сесар Фурч (исп. Julio César Furch; род. 29 июля 1989[…], Winifreda, Ла-Пампа) — аргентинский футболист, нападающий клуба «Атлас».

## Клубная карьера
Фурч — воспитанник клуба «Олимпо». 9 май 2010 года в матче против «Индепендьенте Ривадавия» он дебютировал за команду в Примере B. По окончании сезона Хулио вместе с клубом вышел в элиту. 8 августа в поединке против «Банфилда» он дебютировал в аргентинской Примере. 24 октября в матче против «Тигре» Фурч забил свой первый гол за «Олимпо». Летом 2012 года на правах аренды Хулио перешёл в «Сан-Лоренсо». 5 августа в поединке против «Сан-Мартина» он дебютировал за команду.
В начале 2013 года Фурч стал футболистом «Арсенала» из Саранди. 8 февраля в матче против «Униона» он дебютировал за новую команду. 22 февраля в поединке против «Архентинос Хуниорс» Хулио забил свой первый гол за «Арсенал». В матчах Кубка Либертадорес против бразильского «Атлетико Минейро» и боливийского «Стронгеста» он забил два мяча. По окончании сезона Фурч помог команде выиграть Кубок Аргентины. В 2014 году в поединках Кубка Либертадорес против венесуэльского «Депортиво Ансоатеги» и уругвайского «Пеньяроля» Хулио забил два гола.
Летом того же года Фурч перешёл в «Бельграно». 18 августа в матче против «Бока Хуниорс» он дебютировал за новую команду. 6 сентября в поединке против «Эстудиантес» Хулио забил свой первый гол за «Бельграно». 7 декабря в матче против «Индепендьенте» он сделал хет-трик.
В начале 2015 года Фурч перешёл в мексиканский «Веракрус». 17 января в матче против «Пуэблы» он дебютировал в мексиканской Примере. В этом же поединке Хулио сделал «дубль», забив свои первые голы за «акул». В начале 2017 года Фурч перешёл в «Сантос Лагуна». 8 января в матче против УАНЛ Тигрес он дебютировал за новую команду. 5 февраля в поединке против «Гвадалахары» Хулио забил свой первый гол за «Сантос Лагуна». В 2018 году Фруч помог клубу выиграть чемпионат.

## Достижения
Командные
 «Арсенал» Саранди
- Обладатель Кубка Аргентины — 2012/2013

 «Сантос Лагуна»
- Чемпионат Мексики по футболу — Клаусура 2018